# Mistress (titolo)
Mistress è un titolo di cortesia usato un tempo nella lingua inglese, che significa "signora della casa" ed era applicato in special modo a donne a capo di un nucleo familiare con domestici al suo servizio.
Un esempio è quello di Mistress Quickly ne Le allegre comari di Windsor di William Shakespeare. Il titolo non distingueva necessariamente tra donne sposate e nubili.
I titoli Mrs., Miss e Ms. sono abbreviazioni derivate da Mistress.
Mastress è una forma obsoleta.